# St. Petersburg Ladies' Trophy 2021
St. Petersburg Ladies' Trophy 2021 là mộyt giải quần vợt chuyên nghiệp thi đấu trên mặt sân cứng trong nhà. Đây là lần thứ 12 giải đấu được tổ chức và là một phần của WTA 500 trong WTA Tour 2021. Giải đấu diễn ra từ ngày 15 đến ngày 21 tháng 3 năm 2021.

## Điểm và tiền thưởng

### Phân phối điểm
| Sự kiện | VĐ  | CK  | BK  | TK  | Vòng 1/16 | Vòng 1/32 | Q  | Q2 | Q1 |
| Đơn     | 470 | 305 | 185 | 100 | 55        | 1         | 25 | 13 | 1  |
| Đôi     | 470 | 305 | 185 | 100 | 1         | —         | —  | —  | —  |

### Tiền thưởng
| Sự kiện | VĐ      | CK      | BK      | TK      | Vòng 1/16 | Vòng 1/321 | Q2     | Q1     |
| Đơn     | $68,570 | $51,000 | $32,400 | $15,500 | $8,200    | $6,650     | $5,000 | $2,565 |
| Đôi*    | $25,230 | $17,750 | $10,000 | $5,500  | $3,500    | —          | —      | —      |

1Tiền thưởng vượt qua vòng loại cũng là tiền thưởng vòng 1/32.

*mỗi đội

## Nội dung đơn

### Hạt giống
| Quốc gia | Tay vợt                  | Xếp hạng1 | Hạt giống |
| -------- | ------------------------ | --------- | --------- |
| RUS      | Ekaterina Alexandrova    | 33        | 1         |
| RUS      | Veronika Kudermetova     | 34        | 2         |
| FRA      | Fiona Ferro              | 39        | 3         |
| RUS      | Svetlana Kuznetsova      | 41        | 4         |
| RUS      | Anastasia Pavlyuchenkova | 43        | 5         |
| LAT      | Jeļena Ostapenko         | 51        | 6         |
| FRA      | Kristina Mladenovic      | 53        | 7         |
| RUS      | Daria Kasatkina          | 58        | 8         |

- 1 Bảng xếp hạng vào ngày 8 tháng 3 năm 2021.[2]

### Vận động viên khác
Đặc cách:
- Margarita Gasparyan
- Daria Mishina
- Vera Zvonareva

Bảo toàn thứ hạng:
- Vera Lapko

Vượt qua vòng loại:
- Jaqueline Cristian
- Anastasia Gasanova
- Kamilla Rakhimova
- Arina Rodionova
- Clara Tauson
- Wang Xinyu

Thua cuộc may mắn:
- Çağla Büyükakçay

### Rút lui
Trước giải đấu
- Belinda Bencic → thay thế bởi  Kirsten Flipkens
- Sorana Cîrstea → thay thế bởi  Aliaksandra Sasnovich
- Elise Mertens → thay thế bởi  Çağla Büyükakçay
- Yulia Putintseva → thay thế bởi  Daria Kasatkina
- Alison Riske → thay thế bởi  Katarina Zavatska
- Anastasija Sevastova → thay thế bởi  Vera Lapko
- Jil Teichmann → thay thế bởi  Viktoriya Tomova
- Patricia Maria Țig → thay thế bởi  Ana Bogdan
- Donna Vekić → thay thế bởi  Paula Badosa

### Bỏ cuộc
- Vera Lapko (cramping)
- Margarita Gasparyan (lower-back injury)

## Nội dung đôi

### Hạt giống
| Quốc gia | Tay vợt           | Quốc gia | Tay vợt               | Xếp hạng1 | Hạt giống |
| -------- | ----------------- | -------- | --------------------- | --------- | --------- |
| UKR      | Nadiia Kichenok   | ROU      | Raluca Olaru          | 98        | 1         |
| USA      | Kaitlyn Christian | USA      | Sabrina Santamaria    | 130       | 2         |
| JPN      | Makoto Ninomiya   | CZE      | Renata Voráčová       | 132       | 3         |
| BLR      | Lidziya Marozava  | BLR      | Aliaksandra Sasnovich | 134       | 4         |

- 1 Bảng xếp hạng vào ngày 8 tháng 3 năm 2021.

### Vận động viên khác
Đặc cách:
- Daria Mishina /  Ekaterina Shalimova
- Elena Vesnina /  Vera Zvonareva

Bảo toàn thứ hạng:
- Oksana Kalashnikova /  Alla Kudryavtseva
- Aleksandra Krunić /  Alexandra Panova

### Rút lui
Trước giải đấu
- Georgina García Pérez /  Bibiane Schoofs → thay thế bởi  Ekaterina Alexandrova /  Yana Sizikova
- Lyudmyla Kichenok /  Jeļena Ostapenko → thay thế bởi  Jeļena Ostapenko /  Valeria Savinykh
- Veronika Kudermetova /  Elise Mertens → thay thế bởi  Laura Ioana Paar /  Julia Wachaczyk
- Lidziya Marozava /  Andreea Mitu → thay thế bởi  Lidziya Marozava /  Aliaksandra Sasnovich
- Vera Lapko /  Cornelia Lister  → thay thế bởi  Çağla Büyükakçay /  Magdalena Fręch

## Nhà vô địch

### Đơn
- Daria Kasatkina đánh bại  Margarita Gasparyan, 6–3, 2–1, bỏ cuộc

### Đôi
- Nadiia Kichenok /  Raluca Olaru đánh bại  Kaitlyn Christian /  Sabrina Santamaria, 2–6, 6–3, [10–8].